# Slobozia (gmina Stănișești)
Slobozia – wieś w Rumunii, w okręgu Bacău, w gminie Stănișești. W 2011 roku liczyła 1556 mieszkańców.